# Salix cascadensis
Salix cascadensis là một loài thực vật có hoa trong họ Liễu. Loài này được Cockerell miêu tả khoa học đầu tiên năm 1907.